# Flushing Meadows-Corona Park
Flushing Meadows-Corona Park, também conhecido como Flushing Meadow Park, Flushing Meadows Park,  Flushing Meadows ou Corona Park é um parque localizado no bairro de Queens, em Nova Iorque.
É o quarto maior parque público da cidade, atrás apenas do Pelham Bay Park, no bairro de Bronx.
O parque foi construído para abrigar a Feira Mundial de Nova Iorque de 1939-40.

## US Open
O US Open de tênis é jogado no USTA Billie Jean King National Tennis Center (Centro Nacional de Tênis Billie Jean King), que é localizado no Parque Flushing Meadows.
A quadra central (onde são disputados os principais jogos do US Open) é o Arthur Ashe Stadium, enquanto a segunda principal quadra é a Louis Armstrong Stadium.

## Unisphere

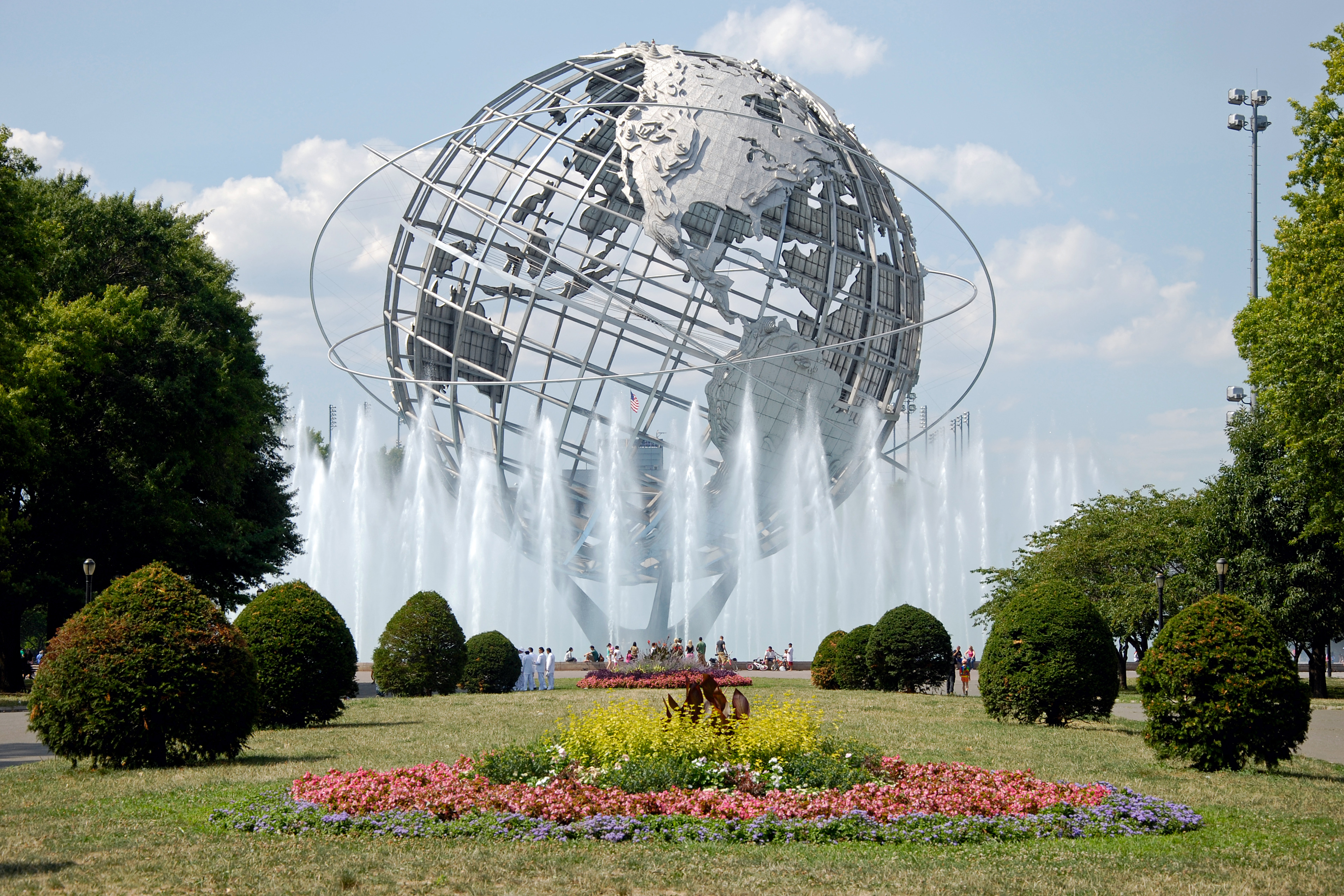
Unisphere, um dos mais visitados pontos do parque.

A Unisphere é um dos principais símbolos deste parque. Trata-se de uma escultura que representa o globo terrestre, com suas variações no relevo. Instalada no borough do Queens em Nova Iorque, mais precisamente no Corona Park, possui altura equivalente a um prédio de 12 andares e foi elaborada especialmente para a Feira Mundial de 1964.
Essa escultura, feita inteiramente em aço inox, foi concebida para celebrar, o início da era espacial e representa a interdependência global. Os três aros que circulam o globo, representam as órbitas executadas por Yuri Gagarin, o primeiro homem no espaço, John Glenn, o primeiro norte-americano a entrar em órbita e a órbita inicial executada pelo Telstar, o primeiro satélite de telecomunicações a ser lançado.